# Nymphicula argyrochrysalis
Nymphicula argyrochrysalis là một loài bướm đêm trong họ Crambidae.